# Língua abaza
O abaza (абаза бызшва, abaza byzšwa) é uma língua do Cáucaso falada à república russa de Carachai-Circássia pelos abazas. Consiste em dois dialetos, o ashkherewa e o te ap' anta, que serve de base para a língua literária. Segundo alguns lingüistas é um dialeto do abecásio; os subdialetos são cinco: abazakt, apsua, kubin-elburgan, luvin e psyzh-krasnovostok. A língua foi escrita em caracteres latinos a partir de 1932 quando se estabeleceram suas normas, até 1938, e depois em cirílico (na Turquia continuou se empregando o alfabeto latino).
O abaza é falado por aproximadamente 35.000 pessoas na Rússia, onde se escreve com uma variedade do alfabeto cirílico, bem como por outras 10.000 na Turquia, onde se escreve no alfabeto latino.
Como as outras línguas da família de línguas caucasianas do noroeste, o abaza é uma língua aglutinante e tem um grande número de consoantes (63 fonemes) complementado com um número mínimo de vogais (duas vogais). É bastante similar ao abecásio, mas conserva alguns fonemas que não existem no abcaz, como uma fricativa surda faringal. Trabalharam nesta língua filólogos como W. S. Allen, Brian Ou'Herin e John Colarusso.
O abaza é uma língua norte-caucasiana do grupo abecásio-adiguês, subdividida em dois dialetos: o tapantsky ou tapanta (na qual se baseia a linguagem literária) e o ashharsky ou ashkaraua.
Entre os escritores do abaza, que sempre publicaram no alfabeto cirílico, destacam-se Umar Mikerov, o poeta Tsekov Txaitsakhov, e os contistas Zhirov e Tatlustan Tabuloz (1879-1956).